# Bible d'Albe

La Bible d'Albe est une version de 1430 de l'Ancien Testament traduite directement de l'hébreu vers le castillan médiéval, l'une des premières traductions connues en langue romane. La traduction fut effectuée sous la supervision de  Moïse Arragel, rabbin de la communauté juive de Maqueda dans la province espagnole de Tolède, à la demande de Don Luis de Guzmán, grand maître de l'ordre de Calatrava, le premier ordre militaire espagnol,.

## Histoire
Durant le XVe siècle, de nombreuses personnes au sein de la société espagnole étaient hostiles envers les juifs. Au lendemain des émeutes antisémites centrées sur Madrid, Don Luis de Guzmán croit pouvoir aider à combler le fossé et améliorer la compréhension entre chrétiens et juifs en commandant cette traduction en castillan de l'Ancien Testament depuis l'hébreu, accompagné par un commentaire des érudits juifs interprétant le texte de leur livre sacré.
Le 5 avril 1422, Don Luis de Guzmán lança son projet en envoyant une lettre au rabbin Moïse Arragel l'invitant à composer « vna biblia en rromançe, glosada e ystoriada ». L'on ignore ce qui convainc le rabbin Arragel. Il a finalement accepté, en soulevant toutefois des objections dans une réponse très complète à Guzmán. Huit ans plus tard la bible fut terminée.
L'année 1492, l'année où le décret de l'Alhambra est promulgué, entraîne l'expulsion des juifs d'Espagne. Le manuscrit n'est plus localisé. En 1622, il refait surface au Palais de Liria, propriété de la maison d'Albe. Il prend alors le nom de « Bible d'Albe ». En 1992, 500e anniversaire de l'expulsion, Mauricio Hatchwell Toledano, président de la Fundacion Amigos de Sefarad, publie 500 exemplaires d'une édition fac-similé, dont l'une est offerte au roi d'Espagne Juan Carlos Ier.
Aujourd'hui, le manuscrit original est conservé par la maison d'Albe, et est exposé au Palais de Liria, à Madrid. Cette bible originale est évaluée à 2,5 millions d'euros. Les 500 exemplaires de l'édition limitée fac-similé de 1992, se sont vendus pour plus de 44 000 $ chacun.

## Composition

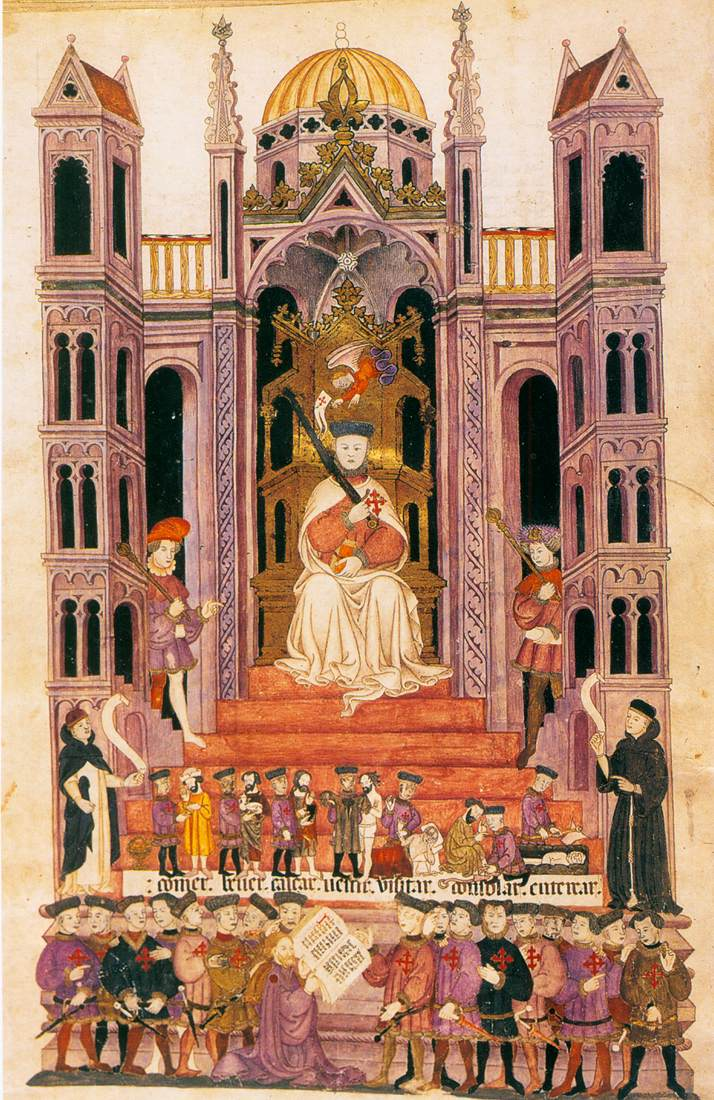
Bible d'Albe : Le Festin de Balthazar

Cet ouvrage comporte 513 pages et une riche collection de 334 miniatures illustrant des passages du texte religieux. Bien que le texte de la Bible d'Alba était le fruit du rabbin Arragel, les détails artistiques élaborés est entièrement le fruit de l'ordre franciscain de Tolède.
La bible d'Albe contient une série de commentaires des écrits des théologiens juifs et chrétiens, dont Abraham ibn Ezra, Moïse Maïmonide, Moshe ben Nahman, R. Joseph Kimhi, R. Asher ben Yehiel, Salomon ben Aderet, Rav Ya'acov et Nissim Gerondi. Il y a également un commentaire tiré de sources littéraires rabbiniques, comme le Talmud et le Midrash.
On a inséré au début de l'œuvre originale 25 pages de correspondance entre le Rabbi Arragel et Don Luís Guzmán, de même que des échanges entre le rabbin et divers franciscains impliqués dans l'illustration de la traduction et retraçant leur collaboration.

## Référence de traduction
- (en) Cet article est partiellement ou en totalité issu de l’article de Wikipédia en anglais intitulé « Alba Bible » (voir la liste des auteurs).